# Sjursjukjávrásj (Jokkmokks socken, Lappland, 745591-162743)
Sjursjukjávrásj, enligt tidigare ortografi Sjursjukjauratj, är en av tre mindre närliggande sjöar med samma namn i Jokkmokks kommun i Lappland som ingår i Luleälvens huvudavrinningsområde. Sjön ligger 817 meter över havet och avvattnas av ett namnlöst biflöde till Ádjagajåhkå. Sjöarna har fått sitt namn av lågfjället Sjursjukoajvve.

## Delavrinningsområde
Sjursjukjávrásj ingår i det delavrinningsområde (745455-162858) som SMHI kallar för Mynnar i Adjakajåkkå. Medelhöjden är 820 meter över havet och ytan är 9,54 kvadratkilometer. Det finns inga avrinningsområden uppströms utan avrinningsområdet är högsta punkten. Vattendraget som avvattnar avrinningsområdet har biflödesordning 3, vilket innebär att vattnet flödar genom totalt 3 vattendrag - Ádjagajåhkå, Stora Luleälv och Luleälven. - innan det når havet efter 270 kilometer. Avrinningsområdet består mestadels av sankmarker (12 procent) och kalfjäll (86 procent). Avrinningsområdet har 0,2 kvadratkilometer vattenytor vilket ger det en sjöprocent på 2,1 procent.